# Aloeides egerides
Aloeides egerides (tên tiếng Anh: Red Hill Copper) là một loài bướm thuộc họ Lycaenidae. Đây là loài đặc hữu của Nam Phi, nơi chúng có ở khu vực cây bụi fynbos ven biển ở West Cape và Karwyderskraal gần Hermanus ở miền biển phía nam.
Sải cánh khoảng 21–24 mm đối với con đực và 22–26 mm đối với con cái. Cá thể trưởng thành mọc cánh từ tháng 10 tới tháng 12, đỉnh điểm vào tháng 11 và từ tháng 1 tới tháng 4, đỉnh điểm vào tháng 3. Mỗi năm loài này có hai thế hệ.